# Jean C. Baudet
Jean Claude Baudet (Bruxelles, 31 maggio 1944 – Laeken, 18 luglio 2021) è stato un filosofo e biologo belga.
Ha dedicato in particolare una parte della sua vita alla biologia, studiando il taxonomia delle piante alimentari, i fagioli (Phaseolus, Vigna, Macrotyloma...), ed i cereali.
Ha fondato l'éditologie (Editologia) e ha sviluppato il concetto di STI (Scienza-Tecnica-Industria).